# 1-й Силикатный проезд
Пе́рвый Силика́тный прое́зд — улица на западе Москвы в районе Хорошёво-Мнёвники Северо-Западного административного округа между Шелепихинским шоссе и Северным мостом Малого кольца МЖД.

## Происхождение названия
Проезд назван 23 мая 1952 года по расположенному поблизости Силикатному заводу.

## Описание
1-й Силикатный проезд начинается как продолжение Шелепихинского шоссе от улицы Шеногина и проходит на северо-запад в целом вдоль Окружной железной дороги напротив станции Пресня. Слева от проезда отходит улица Шеногина и 2-й Силикатный проезд, затем он поворачивает на север, проходит под трассой Звенигородского шоссе и выходит к железной дороге на Северный мост, который соединяет его с 1-й Магистральной улицей.

## Учреждения и организации
- Дом 11 — Следственный изолятор «Красная Пресня»;
- Дом 13 — Русская экологическая компания;
- Дом 14 — радиозавод «Бриз»;
- Дом 25 — автодормехбаза № 1;
- Дом 27 — автобусная станция «Силикатный завод».
- Дом 10с2 - сидродельня «Rebel Apple» (с 2019 года)

## Транспорт
- Автобусы 4, 27, 48, 294, 818, с43.